# Juan Luis Cebrián
Pour les articles homonymes, voir Cebrián.
Juan Luis Cebrián Echarri (né à Madrid le 30 octobre 1944) est un journaliste et homme d'affaires espagnol, président du journal espagnol El País, du groupe de presse PRISA et président de sa commission exécutive. Il est membre du comité de direction du groupe Bilderberg.

## Biographie
Vicente Cebrián, son père, fut une personnalité de la presse du régime franquiste et directeur du journal Arriba, organe de communication de la Phalange espagnole.

En 1974, son fils, Juan Luis Cebrián, est placé à la tête de l’information de RTVE par le dernier gouvernement du général Franco.
Il a été directeur du journal El País entre 1976 et 1988, aujourd'hui son président.

## Distinctions
- Officier de l'ordre des Arts et des Lettres
- Médaille d'honneur du Missouri School of Journalism en 1986
- Prix du rédacteur en chef international de l’année de la World Press Review de New York en 1980
- Prix international de Trento en journalisme et communication en 1987 [2]